# 876 a.C.
L'876 a.C. (DCCCLXXVI a.C. in numeri romani) è un anno  del IX secolo a.C.

## Eventi
- Omri è re di Israele.